# Bejt Še'arim (mošav)
Bejt Še'arim (hebrejsky בֵּית שְׁעָרִים, doslova "Dům bran", anglicky Beit She'arim, v oficiálním seznamu sídel Bet She'arim) je vesnice typu mošav v Izraeli, v Severním distriktu, v Oblastní radě Jizre'elské údolí.

## Geografie
Leží v nadmořské výšce 80 metrů v západní části Jizre'elského údolí, nedaleko pahorků Dolní Galileji, v oblasti s intenzivním zemědělstvím, na okraji města Ramat Jišaj. Jižně od mošavu se rozkládá letecká základna Ramat David.
Vesnice se nachází cca 13 kilometrů severozápadně od města Afula, cca 78 kilometrů severovýchodně od centra Tel Avivu a cca 22 kilometrů jihovýchodně od centra Haify. Bejt Še'arim obývají Židé, přičemž osídlení v tomto regionu je ryze židovské. Kopcovitá krajina s výrazným zastoupením obcí, které obývají izraelští Arabové, začíná až cca 5 kilometrů severním směrem odtud.
Bejt Še'arim je na dopravní síť napojen pomocí dálnice číslo 75.

## Dějiny
Bejt Še'arim byl založen v roce 1936. Vesnice byla nazvána podle nedaleké stejnojmenné lokality Bejt Še'arim, kde stávalo ve starověku židovské město. Novověké židovské osídlení této lokality je ale staršího data. Pozemky v prostoru nynější vesnice vykoupil Židovský národní fond z Jugoslávie. V roce 1926 se tu usadili první obyvatelé. Čelili ale ekonomickým potížím a nedostatku vody. V roce 1930 v upadající komunitě zůstávalo jen 8 rodin. V témže roce se ale v okolních židovských osadách zformovala skupina aktivistů nazvaná Irgun Efrajim (ארגון אפרים), kteří si za cíl stanovili nové osídlení této lokality. Mělo jít i o reakci na arabské nepokoje v roce 1929, které postihly tehdejší mandátní Palestinu a připravily o domov mnohé zdejší Židy. Po šest let se jen připravovali na svoji misi. Na místě se usadili až roku 1936. V té době zde už z původních osadníků jugoslávského původu zůstávaly jen tři rodiny.
Po dva roky sídlili obyvatelé v provizorních podmínkách, pak proběhla výstavba zděných staveb. Jako první ale přišly na řadu hospodářské objekty, zatímco obyvatelé stále přebývali v hromadných ubikacích. Výstavba jednotlivých farem pak probíhala až v 50. letech 20. století, kdy byla také do vesnice zavedena elektřina. Vesnice byla navržena urbanistou a architektem Richardem Kauffmannem, který se již předtím podílel na kompozici nedalekých mošavů Nahalal nebo Kfar Jehošua. V tomto případě ale nešlo o kruhový koncept.
22. května 1943 byl Perec Rosenberg původem z Bejt Še'arim jako první židovský výsadkář vysazen v Jugoslávii a zapojen do boje proti nacistům. Roku 1949 měla vesnice 340 obyvatel a rozlohu katastrálního území 2900 dunamů (2,9 kilometrů čtverečních).
V polovině 80. let 20. století procházel mošav organizační a ekonomickou krizí, v jejímž důsledku došlo k demontáži většiny kolektivních prvků v hospodaření vesnice. Ekonomika Bejt Še'arim je založena zčásti na zemědělství (ze 100 zde usazených rodin jich 68 provozuje zemědělskou farmu). Rozvíjí se turistický ruch.
V Bejt Še'arim funguje synagoga a obchod. Dále je tu zařízení předškolní péče o děti. Základní škola je v nedaleké vesnici Nahalal. V 90. letech 20. století zde vyrostla nová obytná čtvrť a v roce 2006 probíhala výstavba druhé nové čtvrti.

## Demografie
Obyvatelstvo mošavu Bejt Še'arim je sekulární. Podle údajů z roku 2014 tvořili naprostou většinu obyvatel v Bejt Še'arim Židé – cca 700 osob (včetně statistické kategorie "ostatní", která zahrnuje nearabské obyvatele židovského původu ale bez formální příslušnosti k židovskému náboženství, cca 800 osob).
Jde o menší sídlo vesnického typu s dlouhodobě rostoucí populací. K 31. prosinci 2014 zde žilo 754 lidí. Během roku 2014 populace stoupla o 1,8 %.
| Rok            | 1948 | 1949 | 1961 | 1972 | 1983 | 1995 | 2001 | 2003 | 2004 | 2005 | 2006 | 2007 | 2008 | 2009 | 2010 | 2011 | 2012 | 2013 | 2014 |
| -------------- | ---- | ---- | ---- | ---- | ---- | ---- | ---- | ---- | ---- | ---- | ---- | ---- | ---- | ---- | ---- | ---- | ---- | ---- | ---- |
| Počet obyvatel | 386  | 340  | 368  | 309  | 369  | 372  | 464  | 477  | 508  | 524  | 528  | 536  | 565  | 686  | 700  | 719  | 721  | 741  | 754  |